# Hirasea diplomphalus
Hirasea diplomphalus is een slak uit de familie van de Endodontidae. De soort is endemisch in Japan.